# Eubacterium multiforme
Eubacterium multiforme è una specie di batterio appartenente alla famiglia delle Eubacteriaceae.